# Forcipomyia parvicrater
Forcipomyia parvicrater är en tvåvingeart som beskrevs av Debenham 1987. Forcipomyia parvicrater ingår i släktet Forcipomyia och familjen svidknott. Inga underarter finns listade i Catalogue of Life.